# Punti (Soromandi)
Punti is een bestuurslaag in het regentschap Bima van de provincie West-Nusa Tenggara, Indonesië. Punti telt 2509 inwoners (volkstelling 2010).